# Control Denied
Control Denied est un groupe de heavy metal américain, originaire de Tampa, en Floride. Le groupe est formé en 1995 par Chuck Schuldiner, leader du groupe Death. Ils n'ont jamais fait de tournée car Chuck Schuldiner est rapidement tombé malade (décédé le 13 décembre 2001 d'une tumeur au cerveau). Il avait déjà composé une grande partie du deuxième album. Après sa mort, les autres membres ont envisagé de le finir, sans parvenir à leurs fins.

## Biographie
Le groupe est formé en 1995 par Chuck Schuldiner comme projet parallèle à son groupe principal Death. Schuldiner est le guitariste, compositeur et arrangeur du groupe. Il recrute un premier chanteur, B.C. Richards, qui est peu après remplacé par Tim Aymar (ex-Psycho Scream). Le groupe publie une première démo intitulé A Moment of Clarity en 1996, suivi par un premier album studio, intitulé The Fragile Art of Existence, publié au label Nuclear Blast.
En mai 1999, Chuck Schuldiner est diagnostique d'une tumeur cérébrale, à laquelle il succombe le 13 décembre 2001. Control Denied reste inactif pendant les soins de Chuck, et est dissous après la mort de ce dernier. Un deuxième album studio, When Man and Machine Collide, qui était en préparation, ne sera jamais publié.

## Discographie

### Album
1999 : The Fragile Art of Existence

### Démos, EP, inédits
- 1996 : Chuck Schuldiner Guitar Demo (démo)
- 1996 : Demo (Control Denied Demo) (démo)
- 1997 : A Moment Of Clarity (demo)
- 2004 : Unreleased Themes from Control Denied
- 2010 : The Fragile Art of Existence (réédité, deux formats)
- 2011 : When Man and Machine Collide

## Membres
- Chuck Schuldiner - guitare
- Steve DiGiorgio - basse
- Shannon Hamm - guitare
- Tim Aymar - chant
- Richard Christy - batterie